# Étienne de Carheil
 (mars 2017).
Si vous disposez d'ouvrages ou d'articles de référence ou si vous connaissez des sites web de qualité traitant du thème abordé ici, merci de compléter l'article en donnant les références utiles à sa vérifiabilité et en les liant à la section « Notes et références ».
Étienne de Carheil, né le 20 novembre 1633 à Carentoir dans le Morbihan en France et décédé le 27 juillet 1726 à Québec, est un missionnaire jésuite. 
Il passe la plus grande partie de sa vie, soit de 1668 à 1704, à effectuer un travail d'apostolat auprès des communautés amérindiennes de la Nouvelle-France avant de revenir enseigner au séminaire de Québec de 1704 à 1726.  

## Biographie

### Jeunesse et formation religieuse
Étienne de Carheil est né au château de la Guichardaye à Carentoir dans le diocèse de Vannes en France le 18 novembre 1633. Il entra chez les Jésuites à Paris en 1653 et fut ordonné vers 1666.

### Mission en Nouvelle-France

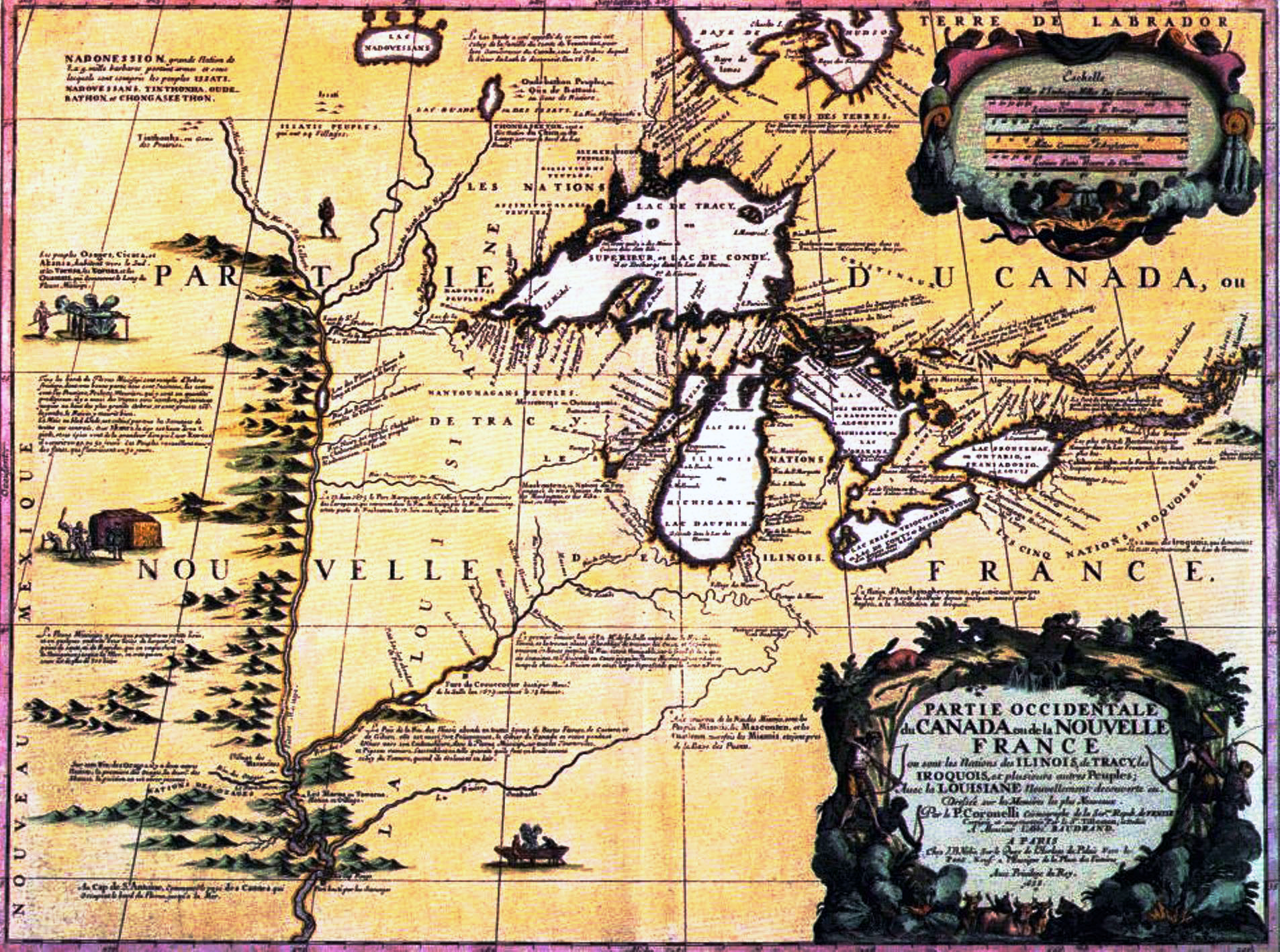
Carte des Pays d'En haut en Nouvelle-France par Vincenzo Coronelli (circa 1688).

Il exerce d'abord des fonctions à Québec de 1666 à 1668, puis entame sa vie de missionnaire chez les Iroquois à Cayuga situé à l'est du lac Ontario entre 1668 et 1683. Il est ensuite envoyé chez les Outaouais à la mission Saint-Ignace de 1686 à 1704. Il revient à Québec par la suite et y demeure de 1704 à 1726.

### Enseignant à Québec
Professeur de grammaire au collège des Jésuites de Québec, il est l'auteur de deux volumes manuscrits intitulées Racines huronnes. Il s'opposa au trafic de liqueur de Lamothe-Cadillac.
Il meurt à Québec en grande réputation de sainteté, le 27 juillet 1726.